# Кузьминки осенние

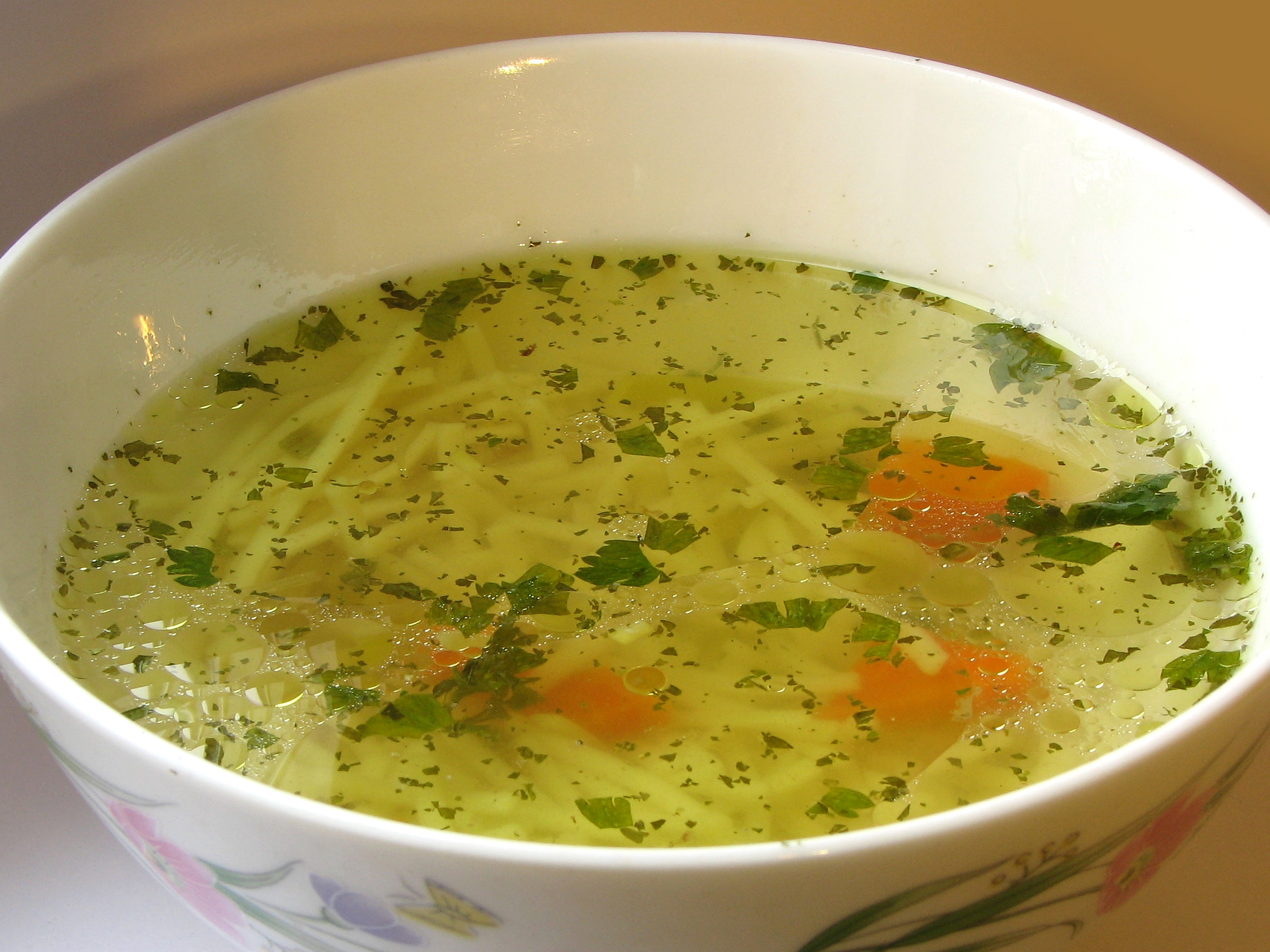
Лапша на курином бульоне

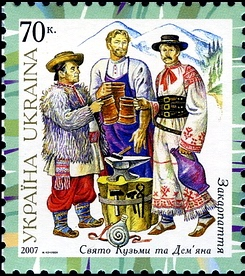
Праздник Кузьмы и Демьяна. Закарпатье.

Кузьми́нки осе́нние (Курьи именины) — день в народном календаре у славян, приходящийся на 1 (14) ноября. Название происходит от имён святых бессребреников Космы и Дамиана.
В представлениях восточных славян в этот день осень провожают, а зиму встречают. В Российской империи день Кузьмы и Демьяна больше отмечали девушки — снимали избу и справляли «курячьи именины».
У славян-католиков День Всех святых: этот день и последующий — праздники поминовения душ умерших родственников, которые, по поверьям, в это время возвращаются домой.

## Другие названия
Кузьма и Демьян, Кузьма-Демьян — рукомесленники, Бессребреники, Рукомесленники, Божьи кузнецы, Свадебные кузнецы, Кашники, Курятники, Куриные боги, «Бог в xлеву», Курячьи именины, Кочетятник, Кузьминки, Курячий праздник, Курьи именины, Куриная смерть, Кузьминки осенние; «Кузьма і Дзям’ян» (белорус.), «Кузьма-сякач» (полес.), «Врачи, Врачеви» (серб.), «Безмитни Врачеви» (серб.), «Свети Врач, Кузма и Демиан» (болг.), «Светите Врачове, Врачи, Враче-безмитниче» (болг.), пол. Wszystkich Świętych.
В этот день почитаются в том числе: православными славянами — Косма и Дамиан, христианские святые врачи-бессребреники, покровители ремёсел, брака, домашней птицы, а славянами-католиками — Собор всех святых; чьи имена присутствуют в названиях дня.

## Обряды дня
Косме и Дамиану молятся о душевном и телесном исцелении, о просвещении разума, научении грамоте и о помощи в трудном учении, о любви и мире супругов, о покровительстве семейного очага.
В этот день справляли курьи именины. Этот старый обычай известен был в Москве. Там, в Толмачевском переулке, за Москвой-рекой, женщины собирались вокруг церкви Космы и Дамиана с курами и после обедни служили молебны. Богатые люди рассылали кур в подарки родным и близким. В селах женщины приходили с курами на боярский двор и с челобитьем подносили их своей боярыне «на красное житьё». В ответ боярыня отдаривала крестьянок лентами на убрусник (головной убор). Такие «челобитные куры» содержались особо: их кормили в основном овсом и ячменём и никогда не убивали. Яйца, которые несли эти куры, считались целебными. В Ярославской губернии в этот день в деревнях убивали петуха («кочета») в овинах. Хозяин выбирал петуха и сам отрубал ему голову топором. Ноги «кочетиные» бросали на крышу избы для того, чтобы водились куры. Самого петуха варили на обед. В Воронежской губернии крестьяне обязательно жарили «кочета» (петуха) и курицу, служили молебны в курятниках и кропили их святой водой.
В России день Кузьмы и Демьяна считался девичьим праздником широко отмечался. На день, а то и за три дня снималась изба, где собирались справлять кузьминскую вечеринку; девушки ходили по домам — собирали продукты к ужину, а также сообща варили пиво. Если присутствовала девушка-невеста — она считалась за хозяйку в доме. «Ссыпчины» эти устраивали для себя, но к вечеру приглашали парней, музыканта, и тогда начиналось веселье — совместные игры, песни, танцы, ухаживания и «жениханье». Обычно разыгрывались так называемые «поцелуйные» игры. Посиделка могла продолжаться до утра. Когда заканчивалось угощенье, парни могли отправиться «на промысел» — воровать соседских курей. Такие кражи, по существовавшей традиции, односельчанами не осуждались.
Обязательным блюдом такой вечеринки была куриная лапша, другие блюда из курятины, каша. Святых Кузьму и Демьяна называли «курятниками» и «куриными богами» (ср. Куриный бог), а день их памяти называли «кочетятником», «курячьим праздником» и «курячьими именинами». Приглашали священников, чтобы в курятниках отслужить молебен, затем священник кропил святой водой домашнюю птицу. В этот день резали кур, чтобы в течение года в хозяйстве водилась птица. Трапезу начинали обычно молитвой: «Кузьма-Демьян — сребреница! Зароди, Господи, чтобы писклятки водились». Существовало поверье: если за обедом сломается куриная кость — то в следующем году вылупится уродливым цыплёнок.
В некоторых местностях существовал обычай, по которому девушка на выданье готовила для семьи разные кушанья из курятины и угощала всех приходящих в дом. В качестве «почётного угощения» на такой стол подавалась куриная лапша. В некоторых деревнях для «честных» гостей варили «козьмодемьянское пиво».
Петух здесь может быть сопоставлен с эмблемой солнца — отмеченный праздничный обряд жертвоприношения петуха на Кузьму-Демьяна слился с ритуальной пищей, в основе которой была курятина.
Многие обряды и действия, которые совершали девушки в этот день, соотносились со свадебной обрядностью и идеей смены статуса представительниц взрослой девичьей группы.
В этот день девушки, желающие выйти замуж, пели:

Матушка, Кузьма-Демьяна!

Скуй нам свадьбу

Крепко-накрепко,

До седой головушки,

До долгой бородушки!

Кузьма Демьян

По сеням ходила,

Гвозди собирала,

Свадьбу ковала!
В Ярославской губернии в этот день обращались к дворовому, присматривающему за домашним скотом. Если во дворе заводился лихой дворовый, любящий похулиганить, то хозяин брал помело, садился на лошадь, которую не любит дворовой, ездил на ней по двору, махал метлой и кричал: «Батюшка дворовой! Не разори двор и не погуби животину». После этого обряда дворовый должен успокоиться. Иногда помело обмакивали в дёготь с намерением отметить на лысине дворового зазубрину. Считалось, что с такой отметиной лихой домовой сбегал с двора.
В Пензенской губернии Городищенском уезде существовал обычай «похорон Кузьмы-Демьяна»: «в жировой избе девушки приготовляют чучело, то есть набивают соломой мужскую рубашку и шаровары и приделывают к нему голову; затем, надевают на чучело „чапан“, опоясывают кушаком, кладут на носилки и несут в лес, за село, где чучело раздевается и на соломе идёт весёлая пляска».
В Белоруссии в этот день в некоторых сёлах молодёжь на вечорках делала соломенное чучело Кузьмыдемьяна. Его одевали в мужскую одежду, приделывали фаллос из красной материи, сажали на почётном месте за столом, угощали его и угощались сами. Рядом с чучелом садилась девушка и их «женили, играли свадьбу», исполняли частушки на любовно-эротическую тему. В конце вечорок парни выносили чучело за село, снимали с него одежду, а солому сжигали.
Южные славяне в этот день кололи курбан, женщины воздерживались от работы, чтобы никто в семье не заболел, пекли хлеб и раздавали его «за здравие». Кузьму и Демьяна считают своими покровителями знахари, целители и травники.
Поляки верили, что в этот день души умерших посещают дома, для них оставляли открытыми окна и двери, на столе — еду и питье, а также носили им еду на кладбище; вечером опасались ходить в костёл, так как считалось, что мёртвые сами приходят туда служить мессу. Чехи и словаки тоже посещали могилы. Испечённые булочки (чеш. dušičky, duše) раздавали нищим или одаривали ими колядников, ходивших с пожеланием большого урожая. В северной Словакии в костёле подавали поминальные записки и такое же количество куделей чёсаного льна, веря, что за каждую кудель ухватится одна душа и выберется из чистилища. В Бенетской Словении (на юго-западе страны) известен обычай колядования женщин, которые пели в этот день особые «колядки» (словен. dušne kolednice).
Бесермяне накануне осеннего дня Кузьмы и Демьяна, завершавшего аграрный год, проводили моление в священной роще (кереметь), принадлежащей Хозяину леса. Ему в жертву приносился гусь, как правило мужчинами и в полном молчании. Жертвенную пищу оставляли под елью в берестяном коробе (чумок). Нередко Хозяин леса ассоциировался непосредственно с Кузьмой-Демьяном

## Легенда о Кузьмодемьяне
Кузьмодемьян, говорят старики, был первый человек у Бога, как мир был создан. Этот Кузьмодемьян первый был кузнец и первый плуг сделал в свете. Тогда ещё не было плугов — он первый его придумал. Кузня его была на 12 верст, у неё 12 дверей, 12 молотов.
В те времена в лесных дебрях и непролазных трущобах и болотах жил многоглавый и крылатый Змий. Междy людьми нашей земли и Змеем существовал тяжёлый договор: люди должны были ежегодно посылать к немy на пожеренье по девице. Там, где Змей появлялся, люди гинули, как трава под ногами скота и как просо на солнце.
Однажды кузнец ковал первый плуг, когда к кузнице прилетел, гонясь за жертвой, змей-людоед. Кузьмодемьян спрятал её у себя и запеp толстые железные двери кузницы. Когда Змей оказался y самой кузни, кузнец предложил емy: «Пролижи в дверях дыркy, тода я посажу тебе на язык». Змей лижет железную дверь кузни, а кузнец в это время pазогревает клещи. Когда Змей просунул язык в пролизанную им дыpy, кузнец схватил Змея за язык pаскалёнными клещами. Чувствуя, что теряет силы, Змей предложил: «будем мириться: пусть будет вашего света половина, а половина — нашего… переделимся». На что Кузьмодемьян ответил: «Лучше переорать (перепахать) свет, чтобы ты не перелезал на нашу сторону брать людей — бери только своих». Запряг его в выкованный им плуг и начал орать на нём гигантскую бороздy. Проорал ровную бороздy аж от Черниговской губернии так прямо до Днепра. И где они прошли, остался вал со pвом на южной стороне, который есть и поныне. Как проорал до Днепра, змей дюже утомился и хотел пить. Дорвавшись, наконец, до воды, Змей пил, пил и лопнул.

## Поговорки и приметы
- Зима ко Всем Святым приурочивается (пол. Wszyscy Święci, zima się kręci)[1].
- Кузьма-Демьян — кузнец, кует лёд на земле и на воде[30].
- Из кузьмо-демьяновой кузницы мороз с горна идёт![31]
- Батюшка Кузьма-Демьян — куриный Бог[32].
- Кузьма и Демьян «куют» свадьбу (рус.)